# خاولين
بلدية خاولين (بالإسبانية: Jaulín) هي بلدية تقع في مقاطعة سرقسطة التابعة لمنطقة أراغون شمال شرق إسبانيا.

## الديموغرافيا
بلغ عدد سكان بلدية خاولين 302 نسمة عام 2011 (وفقاً للمعهد الوطني الإسباني للإحصاء).
| 306 | 305 | 284 | 308 | 326 | 358 | 302 |